# Gonzalo de Palma
Gonzalo de Palma (siglo XVI – ¿?, primera mitad del siglo XVII) fue un capitán de infantería español que ejerció el cargo de gobernador interino de la provincia de Costa Rica desde 1593 hasta 1595.

## Biografía
Llegó a Panamá alrededor de 1548. Se encontraba en Panamá en  1550, cuando el presbítero Pedro de la Gasca sofocó la rebelión que los hermanos Hernando y Pedro Contreras, que se habían apoderado violentamente del gobierno de la provincia de Tierra Firme con el plan de desposeer a España del Perú, rehacer el imperio incaico y ceñir su corona. Palma ayudó a La Gasca contra los hermanos Contreras y también colaboró en la población de la ciudad de Nombre de Dios, de la cual fue vecino. Se dedicó también al comercio y fue representante en Panamá de varias de las casas mercantiles de Sevilla más importantes del comercio con las Indias.
En 1573 la Real Audiencia de Panamá lo nombró alcalde mayor y capitán general de Nombre de Dios, cargo en el cual le correspondió enfrentar en 1575 un ataque de corsarios franceses. Después sirvió durante nueve años en Chile, donde fue dueño de la nave Nuestra Señora de la Guarda. Posteriormente regresó a Panamá y en 1587 fue miembro del cabildo de Nombre de Dios.
En 1588 solicitó a la Real Audiencia de Panamá que se le nombrase gobernador de Costa Rica y se le encargase su conquista en las mismas condiciones otorgadas a Juan Vázquez de Coronado o nuevamente como alcalde mayor de Nombre de Dios, pero sus gestiones no dieron resultado.
Fue nombrado como gobernador interino de Costa Rica el 8 de marzo de 1592 y tomó posesión de su cargo en enero de 1593. Por encargo del licenciado Pedro Mallén de Rueda, presidente de la Real Audiencia de Guatemala, efectuó la residencia de su antecesor el licenciado Juan Velázquez Ramiro de Logrosán. 
Su administración se prolongó hasta el 30 de marzo de 1595, fecha en que entregó el mando al nuevo gobernador designado por Felipe II, Fernando de la Cueva y Escobedo. Mediante el obsequio a este de un esclavo logró salir bien librado de su juicio de residencia.